# Medaille für Kunst und Wissenschaft (Mecklenburg-Schwerin)

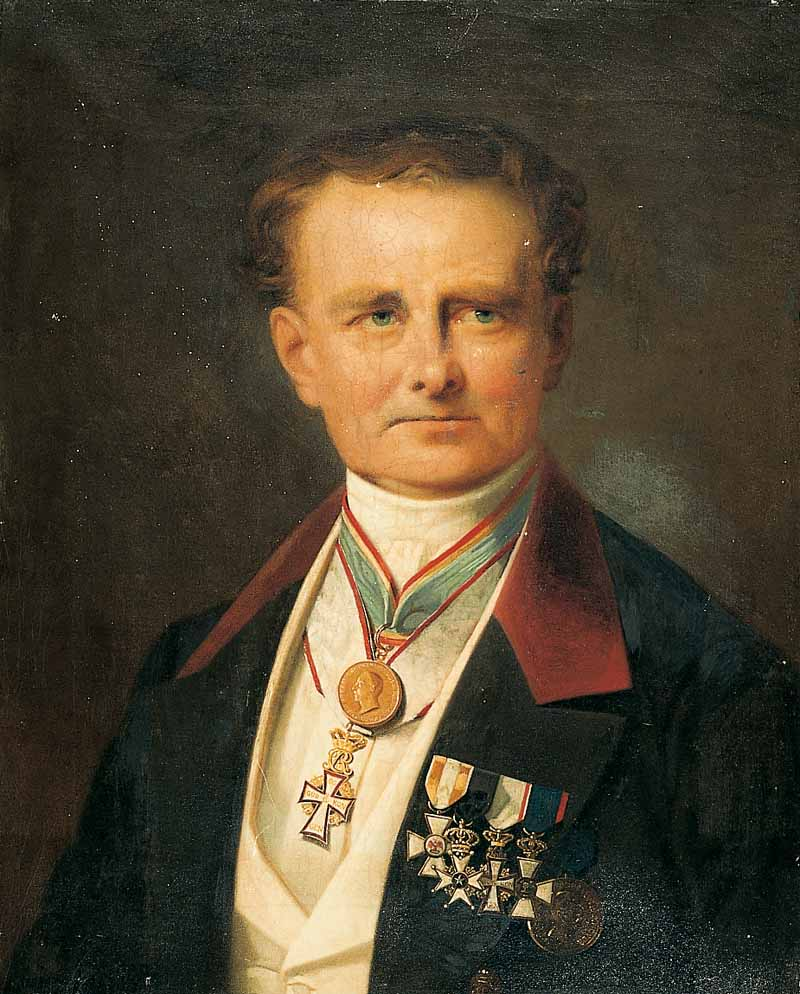
Georg Christian Friedrich Lisch, die Medaille in Gold (und den Dannebrog-Orden) um den Hals tragend (Ölgemälde von Theodor Schloepke, 1865)

Die Medaille für Kunst und Wissenschaft wurde am 28. Februar 1859 von Großherzog Friedrich Franz II. von Mecklenburg-Schwerin in Gold und Silber gestiftet. Der Orden konnte an alle Personen zur Auszeichnung für besondere Verdienste und Leistungen auf dem Gebiet der Kunst oder der Wissenschaft verliehen werden.

## Beschreibung
Das Ordenszeichen ist eine Medaille, die auf der Vorderseite das Porträt des regierenden Herzogs nach links blickend zeigt. Umlaufend der Schriftzug FRIEDRICH FRANZ GROSSHERZOG VON MECKLENBURG SCHWERIN. Auf der Rückseite ist ein geschlossener Eichenkranz zu sehen, in dessen Mitte DEN WISSENSCHAFTEN UND KÜNSTEN steht.
Das Ordensband ist hellblau mit innen gelben und außen roten schmalen Bordstreifen. Die Goldmedaille wurde um den Hals und die Silbermedaille auf der linken Brust bzw. durch das Knopfloch getragen.
Nach einem Erlass des Herzogregenten Johann Albrecht vom 8. Dezember 1900 konnte die Medaille in Silber auch an dem breiten roten, blau und gelb eingefassten Bande der Verdienstmedaille verliehen werden. Diese Art der Verleihung wurde durch den weiteren Zusatz a. r. B. (am roten Band) angezeigt.

## Träger und Trägerinnen
- Amalie Buchheim (1819–1902), Kustodin der Schweriner Altertumssammlungen, hat 1882 die Medaille in Silber erhalten[2]
- Friedrich Crull (1822–1911), Arzt in Wismar, Historiker, Archivar und Historiker
- Fabian Feilchenfeld (1827–1910), Landesrabbiner, 1907 in Gold
- Georg Christian Friedrich Lisch (1801–1883), Großherzoglich Mecklenburg-Schwerinscher Geheimer Archivrat, Gründer des Vereins für mecklenburgische Geschichte und Altertumskunde, erster Denkmalpfleger Mecklenburgs
- Paul Mönnich (1855–1943), Physiker, Maler und Fotograf, außerordentlicher Professor an der Universität Rostock
- Otto Piper (Burgenforscher), hat 1911 die Medaille in Gold erhalten.
- Gustav Gans zu Putlitz, Intendant (1861)
- Adolf Friedrich von Schack (1815–1894), Kunstförderer und -sammler
- Fritz Reuter (1866)
- Ernst Wachter, eigentlich Wächter, Königlicher Hofopernsänger am  Kgl. Hoftheater in Dresden[3]
- Wilhelm Wandschneider, Bildhauer, 1901 in Gold
- Alfred von Wolzogen, Theaterintendant